# Joseph Gonzales (bokser)
Joseph „Jo” Gonzales (ur. 6 sierpnia 1941 w Narbonie) – francuski bokser, wicemistrz olimpijski z 1964.
Startował w wadze lekkośredniej (do 71 kg) na mistrzostwach Europy w 1963 w Moskwie, ale odpadł w ćwierćfinale. Na igrzyskach olimpijskich w 1964 w Tokio zdobył srebrny medal w wadze lekkośredniej po wygraniu trzech walk i porażce w finale z Borisem Łagutinem z ZSRR. 
Gonzales był mistrzem Francji w wadze lekkośredniej w latach 1962 i 1964.
Po igrzyskach olimpijskich przeszedł  na zawodowstwo. Walczył w latach 1964-1971. Stoczył 52 walki, z których wygrał 39 (wszystkie przez nokaut), przegrał 11 (6 przez nokaut) i zremisował 2. 29 listopada 1968 w Rzymie walczył o wakujący tytuł mistrza Europy EBU w wadze lekkośredniej, ale przegrał z Remo Golfarinim. W 1970-1971 był mistrzem Francji w tej wadze. Ze znanych zawodników pokonali go Alessandro Mazzinghi (w 1967), Jean-Claude Bouttier (w 1970) i Jacques Kechichian (w 1971).